# Берлаге, Хендрик Петрюс (младший)
Берлаге [младший], Хендрик Петрус (1896—1968) — учёный-исследователь, геофизик, сейсмолог и метеоролог. Предложил уравнение импульса сейсмической волны. Член Королевской академии наук и искусств Нидерландов. В его честь назван кратер на Луне.

## Биография

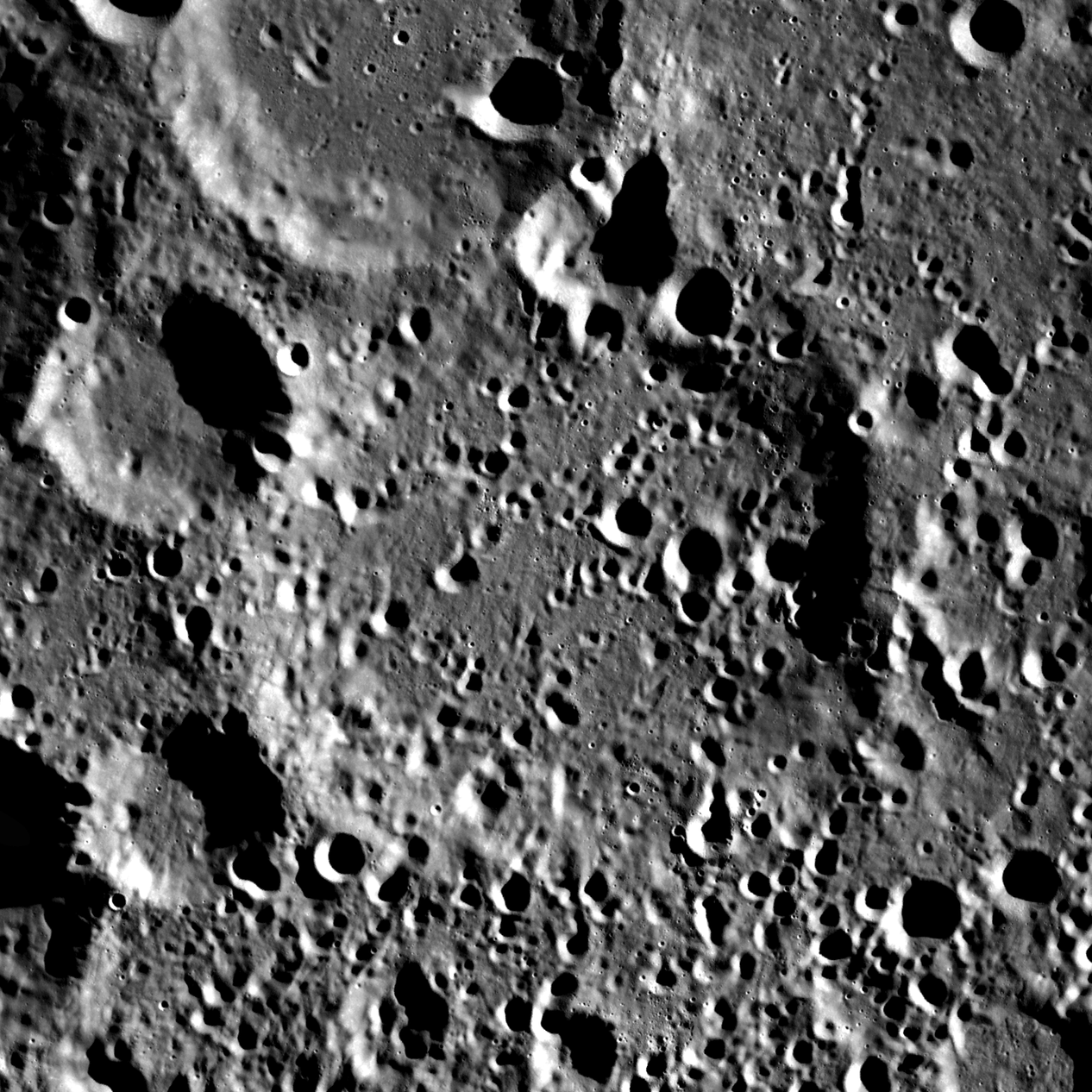
Кратер Берлаге

Сын известного нидерландского архитектора Хендрика Петруса Берлаге (старшего) и Мари Бьенфе.
Родился 24 октября 1896 года, в Амстердаме. После окончания средней школы в Амстердаме учился в Швейцарской высшей технической школе в Цюрихе (1915—1919). Получив диплом инженера, изучал математику и теоретическую физику в Лейденском университете (1920—1922). Зимой 1922/1923 года начал разрабатывать сейсмометрическое оборудование в Королевском голландском метеорологическом институте (KNMI) в Де Билте. По возвращении в Цюрих летом 1923 года получил звание доктора технических наук за диссертацию: Исследование сейсмографа д’Кервена-Пикара и некоторые общие сейсмометрические проблемы (1924).
Далее работает ассистентом в Институте физики Земли в Страсбурге, затем в 1925 году присоединился к Королевской магнитной и метеорологической обсерватории в Батавии (Индонезия) в качестве научного ассистента. Занимал долгосрочным прогнозом погоды. В то время им написан трактат о сезонных прогнозах в Голландской Ост-Индии с прогнозированием восточных муссонов на Яве (Батавия, 1927). Берлаге писал о долгопериодных колебаниях давления и температуры воздуха, влиянии трехлетнего цикла давления на погоду в Голландской Ост-Индии и о проявлении этих факторов на годичные кольца деревьев Джати.
В своих дальнейших исследованиях обратил внимание на многолетние колебания давления и температуры воздуха в тропическом поясе Тихого океана. Берлаге объяснил это атмосферное явление взаимодействием градиента давления воздуха и скорости потока в южном экваториальном течении. Не оставлял учёный и вопросы сейсмологии, занимаясь каталогизацией землетрясений и разработкой аппаратуры для измерения сейсмических колебаний.
В годы Второй мировой войны находился в лагере среди интернированного японцами гражданского населения Индонезии. По окончании войны становится исполняющим обязанности директора Метеорологической и геофизической службы Индонезии, с 1948 года — экстраординарный профессор общей геофизики в Индонезийском университете в Бандунге.
В 1950 году выходит в отставку с обеих должностей и возвращается в Нидерланды, где в KNMI продолжает изучать вопросы долгосрочного прогноза погоды. В 1952 году становится членом Королевской академии искусств и наук Нидерландов. С 1954 года — экстраординарный профессор в области метеорологии, климатологии и океанографии в Утрехтском университете, где работает до 1966 года. Интересовался вопросами космогонии, соавтор гипотезы о нескольких спутниках Земли.
Умер в Утрехте, 3 марта 1968 года.

## Семья
Женился 28 апреля 1924 года на Элизабет Смитс, в браке родилось 4 дочери.